# Kunsia tomentosus
Kunsia tomentosus és una espècie de mamífer rosegador de la família dels cricètids. Viu a Bolívia i el Brasil. S'alimenta d'arrels i herba. El seu hàbitat natural són els herbassars humits. Està amenaçat per l'expansió de l'agricultura i la ramaderia. El seu nom específic, tomentosus, significa ‘de pèl bast’ en llatí. El gènere Kunsia contenia més espècies en el passat, però actualment se'l considera monotípic.